# Casamor (Cabanelles)
Casamor és un edifici del municipi de Cabanelles (Alt Empordà) inclòs en l'Inventari del Patrimoni Arquitectònic de Catalunya. Possiblement són les restes del convent de Sant Romà de Casamor.

## Descripció
Està situat a la banda de ponent del petit nucli de masos que conformen el veïnat de Casamor, al sud-oest del municipi de Cabanelles al qual pertany. L'edifici se situa al marge dret del camí que dona accés al veïnat des de la carretera de Roses a Besalú.
L'edifici és de planta més o menys rectangular destinat a pallissa i construït en un terreny en pendent. Presenta la coberta de dues vessants de teula i està distribuït en planta baixa i pis, amb un tancat adossat a la banda de migdia de la construcció, que feia les funcions de corral. La façana principal presenta un portal d'accés de mig punt adovellat mentre que la resta d'obertures són rectangulars, algunes d'elles emmarcades amb carreus de pedra. La part més destacable de l'edifici és el mur de tramuntana, actualment al descobert. Es tracta d'una estructura amb una orientació est-oest, bastit amb còdols escapçats i pedra desbastada, disposats en filades perfectament regulars. S'observen forats de bastida disposats a diferent nivell i, a la part inferior del parament, tres grans mènsules de pedra probablement relacionades amb alguna estructura desapareguda.

## Història
L'ermita de Sant Romà de Casamor fou una cel·la depenent del monestir de Sant Pere d'Albanyà fundat entorn de l'any 820 per Dòmnul, el seu primer abat, segons apareix al precepte de Carles el Calb de 844, en el qual el rei confirma les propietats del monestir. Entre aquestes propietats es troba la cel·la de Sant Romà in altero loco dicitur Casa Mauri, ecclesia in honore Sancti Romani constructa. L'any 869, tal com apareix en un precepte de Carles el Calb el monestir de Sant Pere d'Albanyà va perdre la seva independència passant a dependre de Santa Maria d'Arles, al Vallespir. A les Rationes Decimarum dels anys 1279 i 1280 consta l'església de Cassamor, ja amb una funció parroquial. Aquesta queda confirmada als nomenclàtors del segle xiv amb la dedicació a sant Tiburci, tot i que es coneix com a Sant Romans.
En l'edifici actual que serveix de pallissa es pot apreciar restes constructives medievals al parament de la seva façana nord, un mur de còdols que per la forma constructiva podria pertànyer als segles X-XI, encara que no es pot assegurar amb tant precisió sense un estudi de paraments previ. La resta de l'edifici actual correspon al segle xviii, amb reformes i ampliacions posteriors.